# Forum de dialogue politique libyen
Le Forum de dialogue politique libyen (LPDF) est une série de réunions entre les différentes parties de la Seconde guerre civile libyenne commencées fin 2020, visant à conduire rapidement à des élections libyennes et à «la légitimité démocratique des institutions libyennes».

## Contexte
Le forum se déroule après la signature d'un cessez-le feu le 23 octobre 2020 à Genève alors que la situation militaire s'envenimait au front après la bataille de Tripoli puis celle de Syrte.
Le 18 janvier 2021, 72 des membres du forum ont participé au vote sur la proposition d'une procédure unifiée de sélection de l'autorité exécutive. La proposition a été adoptée par 63% des membres, avec 51 votants pour, 19 contre, 2 abstentions et 2 absences.  La procédure désigne le fonctionnement du processus de désignation : collèges électoraux de la Tripolitaine, de la Cyrénaïque et du Fezzan, un seuil initial de 60% et un seuil de 50% plus un second tour, pour les postes au Conseil présidentiel et pour le poste de Premier ministre. 

## Système électoral
Le scrutin se tient en trois tours maximum.
Doivent être élus le Premier ministre ainsi que les trois membres du Conseil présidentiel libyen, représentant chacun une des trois régions traditionnelles de la Libye : la Tripolitaine, la Cyrénaïque et le Fezzan. Les 75 délégués du forum de dialogue sont divisés en sous-groupes et doivent ainsi élire le représentant de leur région au Conseil présidentiel. Est élu le candidat qui obtient au moins 70 % des suffrages. Le Premier ministre est pour sa part élu dès le premier tour à condition d'obtenir au moins 70 % des voix des 75 délégués.
À défaut, un second tour a lieu avec le regroupement des candidats en listes composées des trois candidats au Conseil présidentiel et celui au poste de Premier ministre. La liste gagnante doit obtenir au moins 60 % des suffrages des 75 délégués. À défaut, un troisième tour oppose les deux listes arrivées en tête.
Les membres se sont déclarés inéligibles aux postes politiques de la Libye durant toute la période de transition.

## Résultats

### Premier tour

#### Membre du Conseil présidentiel de la Tripolitaine
| Candidats                | Candidats                                     | Partis                   | Votes | %     |
| ------------------------ | --------------------------------------------- | ------------------------ | ----- | ----- |
|                          | Khaled al-Michri                              | PJC                      | 8     | 22,22 |
|                          | Idriss Suleiman Ahmed Al-Qaed                 |                          | 5     | 13,88 |
|                          | Mohammed Al-Qammoudi Al-Hafi                  |                          | 5     | 13,88 |
|                          | Salaheddine Namrouche                         |                          | 4     | 11,11 |
|                          | Abdul Rahman Mohammed Abu Al-Qassem Al-Balazi |                          | 3     | 8,33  |
|                          | Abdul Raheem Ali Mohammed Al-Shibani          |                          | 3     | 8,33  |
|                          | Osama Juwaili                                 |                          | 2     | 5,55  |
|                          | Asaad Mohsen Zhaiou                           |                          | 2     | 5,55  |
|                          | Salama Ibrahim Al-Ghweil                      |                          | 2     | 5,55  |
|                          | Abdullah Hussein Al-Lafi                      |                          | 1     | 2,77  |
|                          | Tarek Abdallah Al-Ashtar                      |                          | 1     | 2,77  |
| Quorum de participation  | Quorum de participation                       | 70 %                     | 70 %  | 70 %  |
| Total                    | Total                                         | Total                    | 36    | 100   |
| Abstention               | Abstention                                    | Abstention               | 1     | 2,77  |
| Inscrits / participation | Inscrits / participation                      | Inscrits / participation | 37    | 97,33 |

#### Membre du Conseil présidentiel de la Cyrénaïque
| Candidats                | Candidats                           | Partis                   | Votes | %     |
| ------------------------ | ----------------------------------- | ------------------------ | ----- | ----- |
|                          | Aguila Salah Issa                   |                          | 9     | 39,13 |
|                          | Al-Sharif Al-Wafi                   |                          | 6     | 26,08 |
|                          | Mohammed el-Menfi                   |                          | 5     | 21,74 |
|                          | Mohammed Hassan Sleiman Al-Bargathi |                          | 2     | 8,70  |
|                          | Khaled Al-Saeeh                     |                          | 1     | 4,35  |
|                          | Mustafa Abdulhamid Dallaf           |                          | 0     | 0     |
|                          | Ali Mahmoud Bukheirallah            |                          | 0     | 0     |
|                          | Suleiman Asweiker Awad              |                          | 0     | 0     |
| Quorum de participation  | Quorum de participation             | 70 %                     | 70 %  | 70 %  |
| Total                    | Total                               | Total                    | 23    | 100   |
| Abstention               | Abstention                          | Abstention               | 0     | 0     |
| Inscrits / participation | Inscrits / participation            | Inscrits / participation | 23    | 100   |

#### Membre du Conseil présidentiel du Fezzan
| Candidats                | Candidats                        | Partis                   | Votes | %     |
| ------------------------ | -------------------------------- | ------------------------ | ----- | ----- |
|                          | Abdul Majeed Ghaith Seif Al-Nasr |                          | 6     | 42,9  |
|                          | Omar Mahdi Aboushrida            |                          | 5     | 35,71 |
|                          | Moussa al-Koni                   |                          | 2     | 14,29 |
|                          | Ali Abu Al-Hojob                 |                          | 1     | 7,14  |
| Quorum de participation  | Quorum de participation          | 70 %                     | 70 %  | 70 %  |
| Total                    | Total                            | Total                    | 14    | 100   |
| Abstention               | Abstention                       | Abstention               | 0     | 0     |
| Inscrits / participation | Inscrits / participation         | Inscrits / participation | 14    | 100   |

### Seconde session
| Candidats Président du Conseil présidentiel et Premier ministre | Candidats Président du Conseil présidentiel et Premier ministre    | Partis                   | Premier tour | Premier tour | Second tour | Second tour |
| Candidats Président du Conseil présidentiel et Premier ministre | Candidats Président du Conseil présidentiel et Premier ministre    | Partis                   | Voix         | %            | Voix        | %           |
| --------------------------------------------------------------- | ------------------------------------------------------------------ | ------------------------ | ------------ | ------------ | ----------- | ----------- |
|                                                                 | Aguila Salah Issa Fathi Bachagha                                   |                          | 25           | 33,33        | 34          | 48          |
|                                                                 | Mohammed el-Menfi Abdel Hamid Dbeibah                              |                          | 20           | 26,67        | 39          | 52          |
|                                                                 | Al-Sharif Al-Wafi Mohammed Abdul-Lateef Al-Montaser                |                          | 15           | 33,33        |             |             |
|                                                                 | Mohammad Hasan Sleiman Al-Bargathi Mohammad Khaled Adbullah Ghweil |                          | 13           | 11,63        |             |             |
|                                                                 |                                                                    |                          |              |              |             |             |
| Total                                                           | Total                                                              | Total                    | 73           | 100          | 73          | 100         |
| Abstention                                                      | Abstention                                                         | Abstention               | 2            | 2,67         | 2           | 2,67        |
| Inscrits / participation                                        | Inscrits / participation                                           | Inscrits / participation | 75           | 97,33        | 75          | 97,33       |

## Suites
Le 5 février, la procédure a abouti à la sélection de Mohammed el-Menfi comme Président du Conseil présidentiel, Abdulhamid Dbeibeh comme Premier ministre et Musa al-Koni et Abdallah al-Lafi comme membres du Conseil présidentiel.